# Record de vitesse à bicyclette sur terrain plat et derrière abri

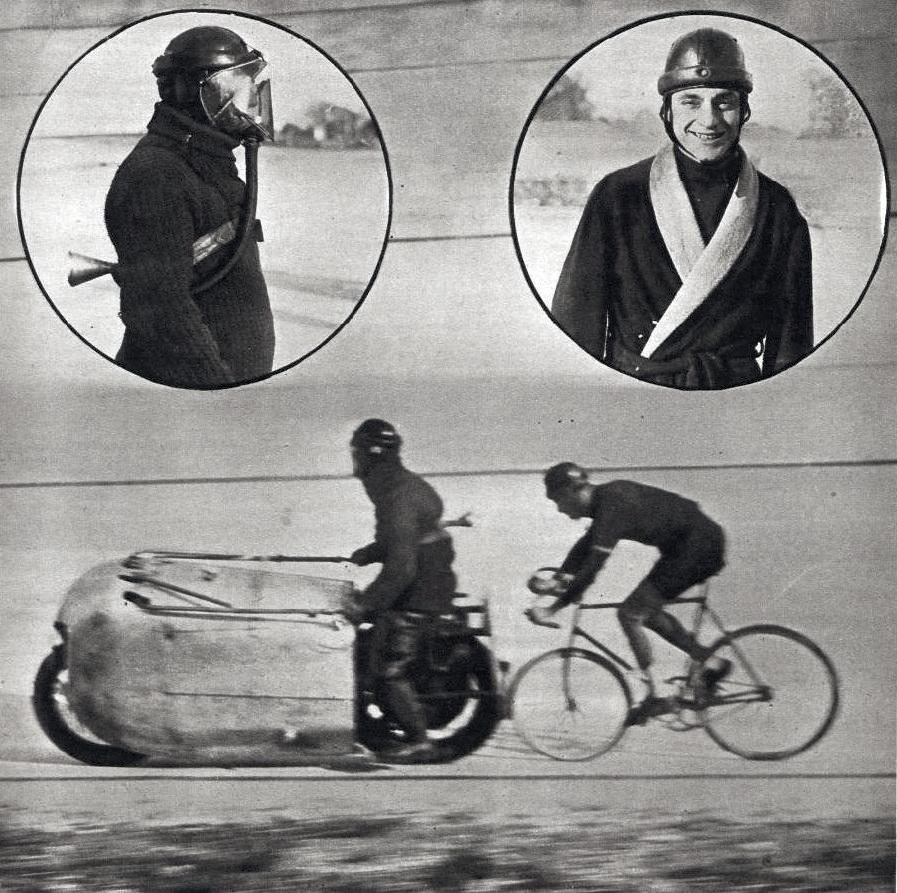
Le 1er novembre 1925, Jean Brunier atteint 120,958 km/h avec l'entraîneur Lauthier.

Cette page recense les records de vitesse à vélo établis sur le plat, derrière abri. 
La nécessité d'utiliser une forme d'abri coupe-vent vient de la forte résistance de l'air à haute vitesse, qui, dans des conditions normales de course, c'est-à-dire pour un cycliste pédalant à l'air libre, serait trop forte à contrer.

## Liste chronologique

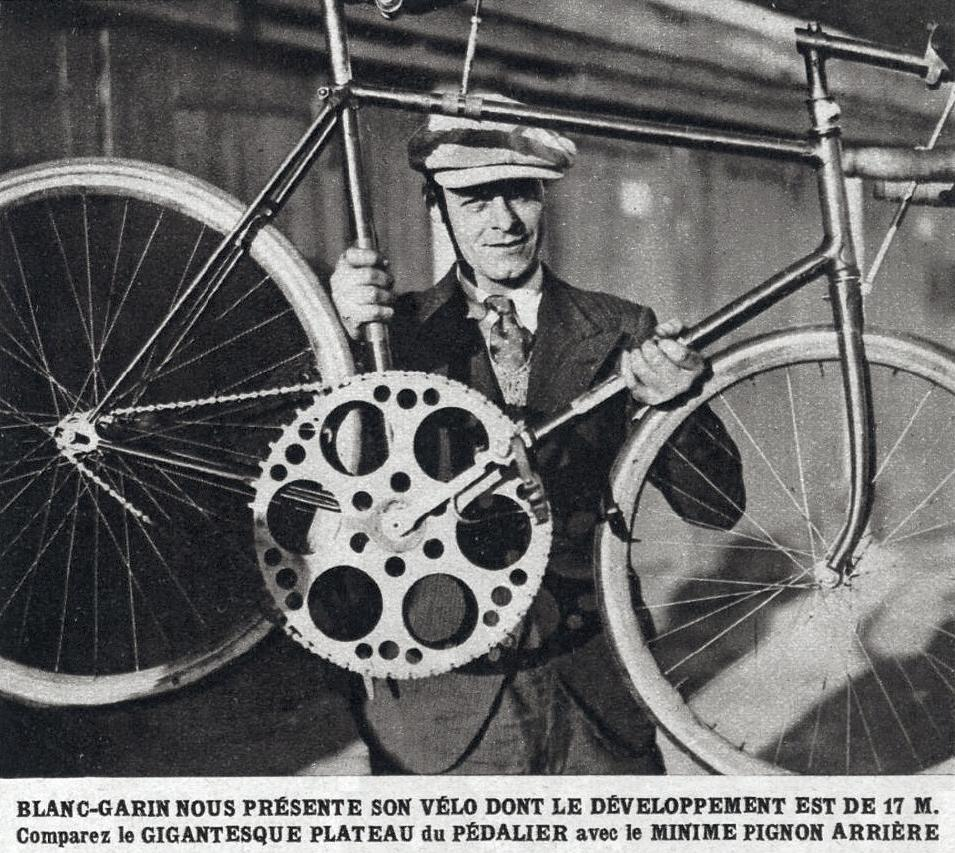
21 octobre 1933, Alexis Blanc-Garin atteint 128,205 km/h sur l'autodrome de Linas-Montlhéry, derrière la moto de Lehmann (déjà l'entraîneur sur place de Léon Vanderstuyft, entre 1926 et 1928).

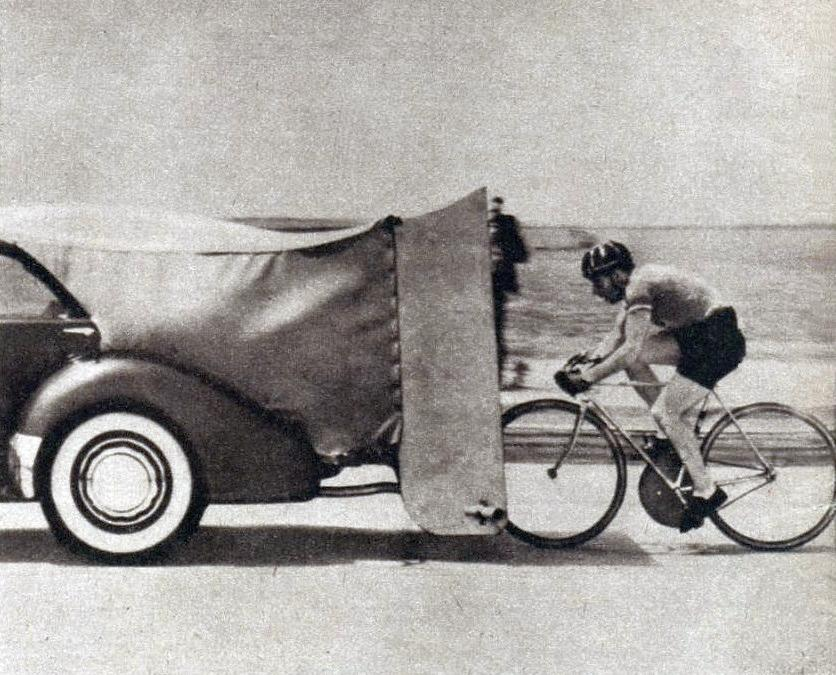
L'Américain Albert Marquet le 12 avril 1937 en banlieue de Los Angelès, recordman mondial à 139,902 km/h de moyenne, "aspiré" par une voiture.

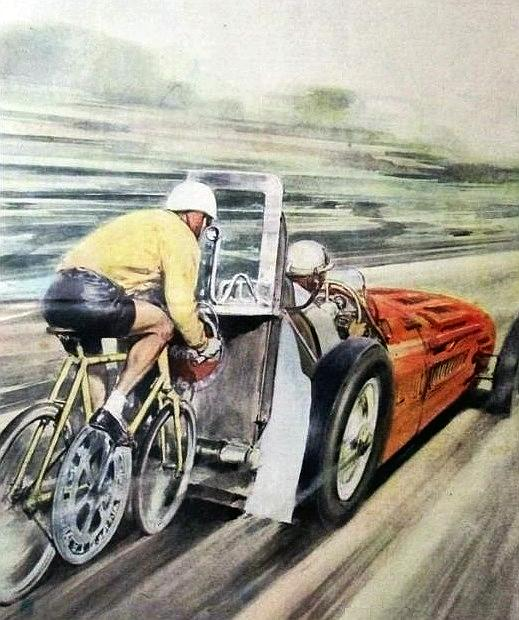
José Meiffret en novembre 1955, entre Saint-Dizier et Vitry.

- En 1899, l'Américain Charles Minthorn Murphy atteint 101,6 km/h sur un plancher placé entre les rails derrière un train[1].
- Le 1er octobre 1924, Léon Vanderstuyft atteint 107,7 km/h sur l'autodrome de Linas-Montlhéry (France), derrière une moto[1].
- Le 19 octobre 1924, Jean Brunier atteint 112,44 km/h sur l'autodrome de Linas-Montlhéry, derrière une moto.
- Le 1er octobre 1925, Léon Vanderstuyft atteint 115,098 km/h sur l'autodrome de Linas-Montlhéry, derrière une moto.
- Le 1er novembre 1925, Jean Brunier atteint 120,958 km/h sur l'autodrome de Linas-Montlhéry, derrière une moto[2].
- Le 29 septembre 1926, Léon Vanderstuyft atteint 122,771 km/h sur l'autodrome de Linas-Montlhéry, derrière une moto.
- Le 21 octobre 1933, Alexis Blanc-Garin atteint 128,205 km/h sur l'autodrome de Linas-Montlhéry, derrière une moto.
- Le 29 mars 1937, le Français Georges Paillard roule à 137,4 km/h derrière une moto. Le coureur est tracté jusqu'à une certaine vitesse avant de pouvoir accélérer en emmenant un énorme braquet.
- Le 12 avril 1937, Albert Marquet atteint 139,902 km/h à Los Angeles, derrière une voiture.
- Le 22 octobre 1938, Alfred Letourneur atteint 147,058 km/h sur l'autodrome de Linas-Montlhéry, France, derrière une moto.
- Le 17 mai 1941, Alfred Letourneur atteint 175,35 km/h à Bakersfield, États-Unis, derrière une voiture.
- Entre 1951 et 1962, le Français José Meiffret bat plusieurs fois ce record pour atteindre 204,8 km/h derrière une Mercedes 300 SL. C'est à ce jour le record de France.
- Le 25 août 1973, Allan Abbott atteint 223,126 km/h à Bonneville, États-Unis, derrière une voiture.
- Le 20 juillet 1985, John Howard atteint 245,077 km/h à Bonneville, États-Unis, derrière une voiture.
- Le 3 octobre 1995, Fred Rompelberg atteint 268,831 km/h[3] à Bonneville, États-Unis, derrière une voiture.
- Le 17 septembre 2018, Denise Mueller-Korenek atteint 296 km/h[4] à Bonneville, États-Unis, derrière une voiture. Il s'agit du record du monde actuel.

## Record du monde de l’heure sur route derrière grosse moto
- Début octobre 1937, Georges Paillard sur la route de Chartres à Paris (porte de Saint-Cloud, trajet de 86 km).
- Le 2 décembre 1948, Gabriel Claverie, avec une distance de 83,300 km, sur une route des Landes[5].
- En 1979, Jean-Claude Rude et Étienne Chapaz établissent un nouveau record de vitesse pour les tandems de 145 kilomètres par heure, sur un tandem Schauff, sur une autoroute d'Alsace dans le sillage d'une moto[6].